# عبد القادر أبو الفحم
عبد القادر أبو الفحم (أبو حاتم؛ 1924 - 11 مايو 1970) هو أوّل أسير فلسطيني يستشهد خلال الإضراب المفتوح عن الطعام في سجون الإحتلال، وُلد في قرية برير في فلسطين، هاجر مع أسرته بسبب نكبة 1948وعاش في مخيم جباليا بقطاع غزة. درس في مدارس الوكالة حتى الصف السابع "المترك" ثم التحق بالقوات المصرية سنة 1953، وحصل على عدة دورات عسكرية ودورة رقباء أوائل سنة 1960 وكان الأول على الدورة، فرفّع إلى رتبة رقيب أول.

## حياته
عُين عبد القادر جبر أبو الفحم مسؤولاً عن مركز تدريب خانيونس في بداية تشكيل الوحدات الفلسطينية، واشترك في حرب 1956و1967، وكان ضمن كتيبة الصاعقة ومن مؤسسي قوات التحرير الشعبية. جَند كثيرًا من الشباب في صفوف قوات التحرير الشعبية ودرّبهم على السلاح، وكان قائداً للتشكيلات العسكرية فيها في قطاع غزة. وخلال إحدى العمليات العسكرية ضد قوات الإحتلال أصيب بأكثر من سبعين رصاصة في الصدر والبطن وجروح بالغة ونقل إلى مستشفى بئر السبع تحت حراسة مشددة مربوطاً إلى سريره لمدة ثلاثة أشهر كاملة ثم نُقل بعدها إلى المحكمة العسكرية حيث حكم عليه بعدة مؤبدات ثم إلى سجن عسقلان عام 1969.
في الخامس من أيار 1970 خاض الأسرى في سجن عسقلان إنتفاضة على قرارات حكومة الإحتلال وإدارة سجونها رفضاً لسياسات التنكيل والتعذيب بحقهم، وقاد هذه الإنتفاضة روّاد الحركة الوطنية الأسيرة مع عبد القادر منهم الأسير أبو علي شاهين، والأسير عمر القاسم، وقد قرروا خوض معركة الأمعاء الخاوية وتحطيم عنجهية وقرارات الإحتلال الظالم، ليبدأ أول إضراب جماعي عن الطعام في سجون الاحتلال.
وبالرغم من إصابته وجروحه البالغة رفض إعفاءه من المشاركة في الإضراب، وفي 10 أيار 1970 ساء وضعه الصحي وتم نقله إلى عيادة السجن وتم إخضاعه للتغذية القسرية لكسر إضرابه من خلال إدخال أنبوبة طعام من فمه وأنفه ما أدى إلى استشهاده باليوم التالي ليكون أول شهداء معارك الأمعاء الخاوية في سجون الإحتلال الإسرائيلي، وتم دفنه في مقبرة الشهداء بجباليا.